# Nicola Perrelli
Pour les articles homonymes, voir Perrelli.
Nicola Perrelli, ou Niccolò Perelli (né le 22 octobre 1696 à Naples, alors capitale du royaume de Naples et mort le 24 février 1772 à Rome) est un cardinal italien du XVIIIe siècle.

## Biographie
Nicola Perrelli exerce diverses fonctions au sein de la Curie romaine, notamment comme commissaire de la Congrégation des comptes, préfet des Annona et comme trésorier général de la Chambre apostolique. 
Le pape Clément XIII le crée cardinal lors du consistoire du 24 septembre 1759. Il participe au conclave de 1769, lors duquel Clément XIV est élu pape.
Le cardinal Perrelli meurt à Rome le 24 février 1772 à l'âge de 75 ans.

### Sources
- Fiche du cardinal Nicola Perrelli sur le site fiu.edu